# Hungria nos Jogos Olímpicos de Inverno de 1948
A Hungria mandou 22 competidores que disputaram cinco modalidades nos Jogos Olímpicos de Inverno de 1948, em St. Moritz, na Suíça. A delegação conquistou 1 medalha no total, sendo uma de prata.